# Liste von Bergwerken bei Wildemann im Harz
Die Liste von Bergwerken bei Wildemann im Harz enthält eine Übersicht der Bergwerke, Stollen und Schächte in der Umgebung der einstigen Bergstadt Wildemann im Harz.
Der Bergbau bei Wildemann begann im 12. Jahrhundert auf dem zwischen Wildemann und Clausthal-Zellerfeld gelegenen Zellerfelder Gangzug. Die Silbervorkommen führten 1529 zur Gründung des Ortes und 1553 zur Verleihung der Bergfreiheit. Im Jahre 1924 wurde die letzte Grube Grube Ernst-August (Wildemann) geschlossen.
Die Liste erhebt keinen Anspruch auf Vollständigkeit.

## Liste
| Name                                                                                                 | Abbau von                                      | Lagerstätte/Revier                         | Größte Teufe              | Länge   | Betreibende Gesellschaft       | Beginn    | Ende        | Geographische Lage           | Anmerkungen/Literatur |
| --- | ---------------------------------------------- | ------------------------------------------ | ------------------------- | ------- | ------------------------------ | --------- | ----------- | ---------------------------- | --- |
| 13-Lachter-Stollen (älter auch Tiefer Wildemanns-Stollen), Mundloch                                  |                                                | Zellerfelder Gangzug                       | 140 m                     | 9.000 m | Preussag AG Metall             |           |             | 51° 49′ 39″ N, 10° 16′ 46″ O | Wasserlösungsstollen, Bauzeit: 1524 bis 1710. Größte Teufe 140 m im Bereich Grube St. Johannes Enthauptung.                                       |
| 13-Lachter-Stollen, 1. Lichtloch                                                                     |                                                | Zellerfelder Gangzug                       |                           |         | Fiskus                         |           |             | 51° 49′ 39″ N, 10° 16′ 49″ O | |
| 13-Lachter-Stollen, 2. Lichtloch                                                                     |                                                | Zellerfelder Gangzug                       |                           |         | Fiskus                         |           |             | 51° 49′ 37″ N, 10° 16′ 52″ O | |
| 13-Lachter-Stollen, 3. Lichtloch                                                                     |                                                | Zellerfelder Gangzug                       |                           |         | Fiskus                         |           |             | 51° 49′ 33″ N, 10° 17′ 1″ O  | |
| 13-Lachter-Stollen, (4.) Lichtloch                                                                   |                                                | Zellerfelder Gangzug                       |                           |         | Fiskus                         |           |             | 51° 49′ 27″ N, 10° 17′ 22″ O | |
| 19-Lachter-Stollen (älter auch Getroster Hedwigs-Stollen)                                            |                                                | Zellerfelder Gangzug                       | 115 m am Schacht Caroline | 8.800 m |                                |           |             | 51° 49′ 26″ N, 10° 16′ 53″ O | Wasserlösungsstollen, Bauzeit: 1551 bis 1690. |
| 19-Lachter-Stollen / Adolph-Stollen                                                                  | silberhaltiger Bleiglanz                       | Zellerfelder Gangzug                       |                           |         | Fiskus                         |           |             | 51° 49′ 32″ N, 10° 17′ 5″ O  | |
| 19-Lachter-Stollen, Lichtloch                                                                        |                                                | Zellerfelder Gangzug                       |                           |         | Preussag AG Metall             |           | 1820        | 51° 49′ 26″ N, 10° 17′ 4″ O  | |
| Abendsterner (Stollen oder Schacht)                                                                  | vermutlich Silberhaltiger Bleiglanz            | Spiegeltaler Gangzug                       |                           |         | Fiskus                         |           |             | 51° 50′ 21″ N, 10° 15′ 19″ O | |
| Alter Schacht                                                                                        | vermutlich Silberhaltiger Bleiglanz            | Zellerfelder Gangzug                       |                           |         | Fiskus                         |           |             | 51° 49′ 29″ N, 10° 17′ 48″ O | |
| Alter Spitzigeberger Stollen (Untersuchung auf dem Charlotter Gang)                                  | silberhaltiger Bleiglanz                       | Zellerfelder Gangzug, westlicher Abschnitt |                           |         | Fiskus                         |           |             | 51° 49′ 10″ N, 10° 16′ 19″ O | |
| Aufsuchungsbau, Schacht                                                                              | vermutlich Silberhaltiger Bleiglanz            | Spiegeltaler Gangzug                       |                           |         | Fiskus, Gewerkschaft           |           |             | 51° 49′ 55″ N, 10° 19′ 26″ O | |
| Blindschacht Ernst-August, Tagstollen                                                                | Silberhaltiger Bleiglanz                       | Zellerfelder Gangzug                       |                           |         | Preussag AG Metall             | 1845      | 1924        | 51° 49′ 26″ N, 10° 17′ 54″ O | Heute Teil eines Besucherbergwerks. |
| Drei Alte Schächte                                                                                   | vermutlich Silberhaltiger Bleiglanz            | Spiegeltaler Gangzug                       |                           |         | Fiskus                         |           | vor 1700    | 51° 50′ 8″ N, 10° 15′ 57″ O  | |
| Fahrschacht zur Augustus-Burg, Kuttelhof-Pinge                                                       | silberhaltiger Bleiglanz                       | Zellerfelder Gangzug                       | 146 m                     |         | Fiskus                         | 1584      | 1658        | 51° 49′ 21″ N, 10° 18′ 46″ O | Nachfolgegrube: Reicher Trost und Augustusburg.                                                                                                   |
| Gerigsstollen                                                                                        | vermutlich Silberhaltiger Bleiglanz            | Spiegeltaler Gangzug                       |                           |         | Firma Cappel, Langelsheim      |           | 1953        | 51° 50′ 8″ N, 10° 15′ 50″ O  | |
| Grube 5. und 6. Maaß nach dem Erzengel Gabriel, Obere fünfte Maaß                                    | Silberhaltiger Bleiglanz                       | Zellerfelder Gangzug                       |                           |         | Fiskus                         | vor 1577  | 1687        | 51° 49′ 27″ N, 10° 18′ 8″ O  | Nachfolgegrube: Wasserbrunnen |
| Grube 7. und 8. Maaß nach dem Erzengel Gabriel                                                       | vermutlich Silberhaltiger Bleiglanz            | Zellerfelder Gangzug                       | 290 m                     |         | Fiskus                         | 1577      | 1672        | 51° 49′ 24″ N, 10° 18′ 17″ O | Nachfolgegrube: St. Christoph. |
| Grube Alte Fundgrube im Nebentrum, Alter Fundgruber Schacht (1)                                      | Silberhaltiger Bleiglanz                       | Spiegeltaler Gangzug                       |                           |         | Fiskus                         |           |             | 51° 50′ 11″ N, 10° 15′ 43″ O | |
| Grube Alte Fundgrube im Nebentrum, Alter Fundgruber Schacht (2)                                      | Silberhaltiger Bleiglanz                       | Spiegeltaler Gangzug                       |                           |         | Fiskus                         |           |             | 51° 50′ 11″ N, 10° 15′ 51″ O | |
| Grube Alte Fundgrube im Nebentrum, Alter Wetterschacht                                               | Silberhaltiger Bleiglanz                       | Spiegeltaler Gangzug                       |                           |         | Fiskus                         |           |             | 51° 50′ 10″ N, 10° 15′ 43″ O | |
| Grube Alter Deutscher Wildemann (1)                                                                  | Silberhaltiger Bleiglanz                       | Zellerfelder Gangzug                       |                           |         | Fiskus                         | 1713      | 1784        | 51° 49′ 31″ N, 10° 17′ 7″ O  | Nachfolgegrube: Ernst-August |
| Grube Alter Deutscher Wildemann (2)                                                                  | Silberhaltiger Bleiglanz                       | Zellerfelder Gangzug                       |                           |         |                                | 1713      | 1784        | 51° 49′ 31″ N, 10° 17′ 9″ O  | Nachfolgegrube: Ernst-August. |
| Grube Alte Weintraube                                                                                | Silberhaltiger Bleiglanz                       | Spiegeltaler Gangzug                       |                           |         | Fiskus                         |           | 1803        | 51° 50′ 11″ N, 10° 16′ 1″ O  | |
| Grube Alte Weintraube, Schacht                                                                       | Silberhaltiger Bleiglanz                       | Spiegeltaler Gangzug                       |                           |         | Fiskus                         |           | nach 1700   | 51° 50′ 8″ N, 10° 16′ 8″ O   | |
| Grube Alte Weintraube, Stollen                                                                       | Silberhaltiger Bleiglanz                       | Spiegeltaler Gangzug                       |                           |         | Fiskus                         |           | 1803        | 51° 50′ 11″ N, 10° 15′ 56″ O | |
| Grube Alte Weintraube, Versuchsstollen                                                               | Silberhaltiger Bleiglanz                       | Spiegeltaler Gangzug                       |                           |         | Fiskus                         |           |             | 51° 50′ 8″ N, 10° 16′ 9″ O   | |
| Grube Anna Juliana                                                                                   | Silberhaltiger Bleiglanz                       | Zellerfelder Gangzug                       |                           |         | Fiskus                         | 1690      | 1700        | 51° 49′ 34″ N, 10° 16′ 59″ O | Verlegung als Grube Neue Juliane ins Hüttschental.                                                                                                |
| Grube Anna Juliana, Julianer Stollen                                                                 | Silberhaltiger Bleiglanz                       | Zellerfelder Gangzug                       |                           |         | Fiskus                         |           | 1700        | 51° 49′ 34″ N, 10° 16′ 59″ O | |
| Grube Baumgarten, Alter Baumgarten                                                                   | Silberhaltiger Bleiglanz                       | Spiegeltaler Gangzug                       |                           |         | Fiskus                         | 1655      | 1765        | 51° 50′ 20″ N, 10° 15′ 25″ O | |
| Grube Baumgarten, Schacht Oberer Baumgarten                                                          | Silberhaltiger Bleiglanz                       | Spiegeltaler Gangzug                       | 155 m                     |         | Fiskus                         | 1655      | 1726        | 51° 50′ 23″ N, 10° 15′ 21″ O | |
| Grube Baumgarten, Tagstollen                                                                         | Silberhaltiger Bleiglanz                       | Spiegeltaler Gangzug                       |                           |         | Fiskus                         | 1655      | 1765        | 51° 50′ 17″ N, 10° 15′ 24″ O | |
| Grube Buschessegen, Neuer Buschessegen                                                               | Silberhaltiger Bleiglanz                       | Spiegeltaler Gangzug                       |                           |         | Preussag AG Metall             |           | 1814        | 51° 49′ 36″ N, 10° 19′ 32″ O | |
| Grube Buschessegen, Buschessegener Tagstollen                                                        | Silberhaltiger Bleiglanz                       | Spiegeltaler Gangzug                       |                           |         | Preussag AG Metall             |           | 1814        | 51° 49′ 40″ N, 10° 19′ 31″ O | |
| Grube Buschessegen, Tiefer Stollen                                                                   | vermutlich Silberhaltiger Bleiglanz            | Spiegeltaler Gangzug                       |                           |         | Preussag AG Metall, Lehnschaft | 1760      | 1802        | 51° 49′ 43″ N, 10° 19′ 26″ O | |
| Grube Charlotte                                                                                      | Silbererze, Silberhaltiger Bleiglanz           | Zellerfelder Gangzug                       |                           |         |                                | 1745      | 1817        | 51° 49′ 28″ N, 10° 17′ 39″ O | Nachfolgegrube: Ernst-August. |
| Grube Charlotte, Lichtloch                                                                           | Silbererze, Silberhaltiger Bleiglanz           | Zellerfelder Gangzug                       |                           |         |                                |           |             | 51° 49′ 36″ N, 10° 17′ 37″ O | |
| Grube Charlotte, Neue Charlotte                                                                      | Silbererze, Silberhaltiger Bleiglanz           | Zellerfelder Gangzug                       |                           |         | Preussag AG Metall             |           | 1930        | 51° 49′ 29″ N, 10° 17′ 41″ O | |
| Grube Charlotte, Neue Rösche                                                                         | Silbererze, Silberhaltiger Bleiglanz           | Zellerfelder Gangzug                       |                           |         | Preussag AG Metall             |           | 1930        | 51° 49′ 29″ N, 10° 17′ 31″ O | |
| Grube Charlotte, Stollen                                                                             | Silbererze, Silberhaltiger Bleiglanz           | Zellerfelder Gangzug                       |                           |         | Preussag AG Metall             |           |             | 51° 49′ 29″ N, 10° 17′ 36″ O | |
| Grube Charlotte, Stuffenthaler Stollen                                                               | Silbererze, Silberhaltiger Bleiglanz           | Zellerfelder Gangzug                       |                           |         | Preussag AG Metall             |           | 1930        | 51° 49′ 32″ N, 10° 17′ 52″ O | |
| Grube Consolidierter Neuer Engel, Engeler Schacht (1)                                                | vermutlich Silberhaltiger Bleiglanz            | Spiegeltaler Gangzug                       |                           |         | Fiskus, Gewerkschaft           |           | 1718        | 51° 49′ 52″ N, 10° 19′ 6″ O  | |
| Grube Consolidierter Neuer Engel, Engeler Schacht (2)                                                | vermutlich Silberhaltiger Bleiglanz            | Spiegeltaler Gangzug                       |                           |         | Gewerkschaft                   |           | 1718        | 51° 49′ 53″ N, 10° 19′ 7″ O  | |
| Grube Dorothea Friedericke                                                                           | vermutlich Silberhaltiger Bleiglanz            | Zellerfelder Gangzug                       |                           |         | Fiskus                         |           | vor 1808    | 51° 49′ 27″ N, 10° 17′ 31″ O | |
| Grube Edler Friede, Lichtloch                                                                        | Silberhaltiger Bleiglanz                       | Spiegeltaler Gangzug                       |                           |         | Gewerkschaft                   | vor 1680  | 1689        | 51° 49′ 56″ N, 10° 18′ 7″ O  | |
| Grube Einigkeit am Sonnenglanz                                                                       | Silberhaltiger Bleiglanz                       | Zellerfelder Gangzug                       |                           |         | Gewerkschaft) Mennich          | 1669      | 1687        | 51° 49′ 26″ N, 10° 17′ 20″ O | |
| Grube Engel, Engel-Stollen                                                                           | Silberhaltiger Bleiglanz                       | Spiegeltaler Gangzug                       |                           |         | Preussag AG Metall             | 1662      | nach 1704   | 51° 49′ 54″ N, 10° 19′ 2″ O  | |
| Grube Engels Treue, Stollen                                                                          | vermutlich silberhaltiger Bleiglanz            | Zellerfelder Gangzug, westlicher Abschnitt |                           |         | Lehnschaft                     |           | 1760        | 51° 49′ 5″ N, 10° 16′ 6″ O   | |
| Grube Frau Sophia Elisabeth, Stollen                                                                 | Silberhaltiger Bleiglanz                       | Zellerfelder Gangzug                       |                           |         | Fiskus, Preussag AG Metall     | vor 1661  | 1669        | 51° 49′ 32″ N, 10° 17′ 41″ O | Auch Sophie Elisabeth Fundgrube. Nachfolgegrube: Ritter St. Georg.                                                                                |
| Grube Friederike (Wildemann)                                                                         | Silberhaltiger Bleiglanz                       | Zellerfelder Gangzug                       |                           |         | Fiskus, Preussag AG Metall     | 1713      | nach 1725   | 51° 49′ 27″ N, 10° 17′ 20″ O | Auch Grube Friederika. |
| Grube Friedrich Wilhelm (1)                                                                          | Silberhaltiger Bleiglanz                       | Spiegeltaler Gangzug                       |                           |         | Fiskus                         | 1798      | 1805        | 51° 50′ 10″ N, 10° 16′ 56″ O | |
| Grube Friedrich Wilhelm (2)                                                                          | Silberhaltiger Bleiglanz                       | Spiegeltaler Gangzug                       |                           |         | Fiskus, Preussag AG Metall     | 1798      | 1805        | 51° 49′ 51″ N, 10° 18′ 59″ O | |
| Grube Friedrich Wilhelm, Wetterschacht                                                               | Silberhaltiger Bleiglanz                       | Spiegeltaler Gangzug                       |                           |         | Fiskus                         |           | 1797        | 51° 50′ 9″ N, 10° 15′ 57″ O  | |
| Grube Frischer Steiger, Kunstschacht im Liegenden                                                    | vermutlich Silberhaltiger Bleiglanz            | Spiegeltaler Gangzug                       |                           |         | Fiskus, Gewerkschaft           |           | 1760        | 51° 49′ 57″ N, 10° 17′ 59″ O | |
| Grube Frischer Steiger, Lichtloch                                                                    | Silberhaltiger Bleiglanz                       | Spiegeltaler Gangzug                       |                           |         | Fiskus, Gewerkschaft           |           | 1760        | 51° 49′ 58″ N, 10° 17′ 59″ O | |
| Grube Frischer Steiger, Tag- und Treibschacht                                                        | Silberhaltiger Bleiglanz                       | Spiegeltaler Gangzug                       | 242 m                     |         | Fiskus, Gewerkschaft           | 1678      | 1759        | 51° 49′ 55″ N, 10° 17′ 58″ O | |
| Grube Gabe Gottes und Wildemänner Hoffnung, Spitzigeberger Stollen (2)                               | silberhaltiger Bleiglanz                       | Zellerfelder Gangzug, westlicher Abschnitt |                           |         | Preussag AG Metall             |           |             | 51° 49′ 20″ N, 10° 16′ 13″ O | |
| Grube Glückauf überm Wildemann, Glückauf Tag- und Treibschacht                                       | Silberhaltiger Bleiglanz, Kupferkies, Siderit  | Spiegeltaler Gangzug                       | 232 m                     |         | Fiskus                         | 1683      | 1753        | 51° 50′ 16″ N, 10° 15′ 36″ O | |
| Grube Glückauf überm Wildemann, Sprengstoffraum                                                      | Silberhaltiger Bleiglanz, Kupferkies, Siderit  | Spiegeltaler Gangzug                       |                           |         | Preussag AG Metall             |           | 1926        | 51° 50′ 17″ N, 10° 15′ 30″ O | Untersuchungsbergbau in den 1920er Jahren. |
| Grube Glücksgarten                                                                                   | vermutlich Silberhaltiger Bleiglanz            | Spiegeltaler Gangzug                       | 120 m                     |         | Fiskus                         | 1701      | 1764        | 51° 50′ 7″ N, 10° 15′ 58″ O  | |
| Grube Güldener Bär, Lichtloch                                                                        | Silberhaltiger Bleiglanz                       | Spiegeltaler Gangzug                       |                           |         | Fiskus                         | 1710      | 1748        | 51° 50′ 4″ N, 10° 16′ 45″ O  | |
| Grube Güldene Sonne                                                                                  | Silberhaltiger Bleiglanz                       | Spiegeltaler Gangzug                       | 204 m                     |         | Fiskus, Gewerkschaft           | 1713      | 1760        | 51° 49′ 57″ N, 10° 18′ 18″ O | Neue Feldzuweisung auf dem Spiegeltaler Gangzug.                                                                                                  |
| Grube Güldene Sonne, Alte Güldene Sonne (1)                                                          | Silberhaltiger Bleiglanz                       | Spiegeltaler Gangzug                       |                           |         | Fiskus, Gewerkschaft           | 1688      | 1712        | 51° 50′ 0″ N, 10° 18′ 48″ O  | Verlegung der Grube vom Zellerfelder Gangzug. |
| Grube Güldene Sonne, Alte Güldene Sonne (2)                                                          | Silberhaltiger Bleiglanz                       | Spiegeltaler Gangzug                       |                           |         | Fiskus, Gewerkschaft           | 1688      | 1712        | 51° 49′ 56″ N, 10° 18′ 47″ O | Verlegung der Grube vom Zellerfelder Gangzug. |
| Grube Güldene Sonne, Caroler oder letztes Lichtloch                                                  | vermutlich Silberhaltiger Bleiglanz            | Spiegeltaler Gangzug                       |                           |         | Fiskus, Gewerkschaft           |           | nach 1711   | 51° 49′ 57″ N, 10° 18′ 27″ O | Das Lichtloch des Himmlischen-Heerzug-Stollens dient dem neuen Feld der Grube als erster Schacht.                                                 |
| Grube Guter Morgen, Lichtloch                                                                        | Silberhaltiger Bleiglanz                       | Spiegeltaler Gangzug                       |                           |         | Fiskus, Gewerkschaft           | vor 1680  | vor 1686    | 51° 49′ 56″ N, 10° 18′ 12″ O | |
| Grube Haus Ditfurth                                                                                  | Silberhaltiger Bleiglanz, Kupferkies           | Zellerfelder Gangzug                       |                           |         | Fiskus                         | 1699      | 1760        | 51° 49′ 32″ N, 10° 17′ 4″ O  | Nachfolgegrube: Ernst-August. |
| Grube Haus Hannover und Braunschweig, Schachtpinge                                                   | Silbererze, Silberhaltiger Bleiglanz           | Zellerfelder Gangzug                       |                           |         | Fiskus, Preussag AG Metall     | 1780      | 1865        | 51° 49′ 27″ N, 10° 18′ 16″ O | |
| Grube Haus Praun                                                                                     | vermutlich Silberhaltiger Bleiglanz            | Spiegeltaler Gangzug                       |                           |         | Fiskus                         |           |             | 51° 50′ 21″ N, 10° 15′ 37″ O | |
| Grube Haus Reden und Braun, Haus Reden                                                               | vermutlich Silberhaltiger Bleiglanz            | Zellerfelder Gangzug                       |                           |         | Fiskus, Lehnschaft             |           | 1788        | 51° 49′ 25″ N, 10° 17′ 11″ O | |
| Grube Haus Sachsen                                                                                   | Silberhaltiger Bleiglanz                       | Zellerfelder Gangzug                       |                           |         | Preussag AG Metall             | 1548      | 1880        | 51° 49′ 28″ N, 10° 18′ 0″ O  | von 1721 bis 1880 als Grube Neuer St. Joachim betrieben Ausgangspunkt des 16-Lachter-Stollen                                                      |
| Grube Herzog August Friedrich                                                                        | silberhaltiger Bleiglanz                       | Zellerfelder Gangzug                       |                           |         | Preussag AG Metall             | 1667      | 1675        | 51° 49′ 21″ N, 10° 18′ 46″ O | Nachfolgegrube: Herzog August Friedrich Bleifeld.                                                                                                 |
| Grube Herzog Carl, Versuchsanlage auf Silbererze                                                     | vermutlich Silberhaltiger Bleiglanz            | Spiegeltaler Gangzug                       |                           |         |                                |           |             | 51° 49′ 59″ N, 10° 16′ 47″ O | |
| Grube Hilfe Gottes zur Neumark                                                                       | Silberhaltiger Bleiglanz                       | Spiegeltaler Gangzug                       |                           |         | Preussag AG Metall             | 1686      | 1765        | 51° 49′ 39″ N, 10° 19′ 23″ O | |
| Grube Hilfe Gottes zur Neumark, Unterer Stollen                                                      | Silberhaltiger Bleiglanz                       | Spiegeltaler Gangzug                       |                           | 145 m   | Preussag AG Metall, Lehnschaft |           | 1814        | 51° 49′ 47″ N, 10° 19′ 24″ O | |
| Grube Himmlischer Heerzug, Tagschacht                                                                | Silbererze                                     | Spiegeltaler Gangzug                       |                           |         | Fiskus                         | 1548      | 1629        | 51° 50′ 7″ N, 10° 16′ 46″ O  | Ursprünglich hieß der Spiegeltaler Gangzug nach dieser frühen Grube Himmlisch-Heerer-Gangzug.                                                     |
| Grube Hülfe des Herrn auf dem Charlotter Gang, Schacht (1)                                           | vermutlich Silberhaltiger Bleiglanz            | Spiegeltaler Gangzug                       |                           |         | Fiskus, Gewerkschaft           |           |             | 51° 49′ 39″ N, 10° 18′ 46″ O | |
| Grube Hülfe des Herrn auf dem Charlotter Gang, Schacht (2)                                           | vermutlich Silberhaltiger Bleiglanz            | Spiegeltaler Gangzug                       |                           |         | Fiskus, Gewerkschaft           |           |             | 51° 49′ 39″ N, 10° 18′ 48″ O | |
| Grube Hüttschentals Glück                                                                            | Silberhaltiger Bleiglanz                       | Spiegeltaler Gangzug                       | 220 m                     |         | Fiskus                         | 1717      | 1763        | 51° 50′ 6″ N, 10° 16′ 9″ O   | |
| Grube Hüttschentals Glück, Grabenumbruch                                                             | Silberhaltiger Bleiglanz                       | Spiegeltaler Gangzug                       |                           |         | Fiskus                         |           |             | 51° 50′ 3″ N, 10° 16′ 30″ O  | |
| Grube im Bärenhöhlental                                                                              | vermutlich Baryt oder Silberhaltiger Bleiglanz | Zellerfelder Gangzug, westlicher Abschnitt |                           |         |                                |           |             | 51° 49′ 30″ N, 10° 15′ 17″ O | |
| Grube Kleeblatt                                                                                      | Silberhaltiger Bleiglanz                       | Spiegeltaler Gangzug                       | 250 m                     |         | Fiskus, Gewerkschaft           | 1678      | 1763        | 51° 49′ 58″ N, 10° 17′ 42″ O | |
| Grube Kleeblatt, Neuer Kunstschacht                                                                  | Silberhaltiger Bleiglanz                       | Spiegeltaler Gangzug                       |                           |         | Fiskus, Gewerkschaft           |           | 1765        | 51° 49′ 58″ N, 10° 17′ 34″ O | |
| Grube König Salomon                                                                                  | Silberhaltiger Bleiglanz                       | Spiegeltaler Gangzug                       |                           |         | Fiskus, Gewerkschaft           | 1671      | 1765        | 51° 49′ 58″ N, 10° 17′ 45″ O | |
| Grube König Salomon, Salomoner Lichtloch                                                             | Silberhaltiger Bleiglanz                       | Spiegeltaler Gangzug                       |                           |         | Fiskus, Gewerkschaft           |           | vor 1765    | 51° 49′ 56″ N, 10° 17′ 50″ O | |
| Grube Nasser (St.) Andreas                                                                           | Silberhaltiger Bleiglanz                       | Spiegeltaler Gangzug                       |                           |         | Fiskus                         | 1701      | 1797        | 51° 50′ 10″ N, 10° 15′ 56″ O | Nachfolgegrube: Friedrich Wilhelm. |
| Grube Neue Christiane                                                                                | vermutlich Silberhaltiger Bleiglanz            | Spiegeltaler Gangzug                       |                           |         | Lehnschaft                     |           | 1742        | 51° 49′ 56″ N, 10° 19′ 14″ O | |
| Grube Neue Fundgrube                                                                                 | Silberhaltiger Bleiglanz                       | Spiegeltaler Gangzug                       | 230 m                     | 90 m    | Fiskus                         | 1699      | 1764        | 51° 50′ 12″ N, 10° 15′ 50″ O | Stollen mit Blindschacht. |
| Grube Neue Juliane                                                                                   | Silberhaltiger Bleiglanz                       | Spiegeltaler Gangzug                       |                           |         | Fiskus                         | 1701      | 1763        | 51° 50′ 15″ N, 10° 15′ 44″ O | Verlegung der Grube vom Zellerfelder Gangzug. |
| Grube Neue Weintraube                                                                                | Silberhaltiger Bleiglanz                       | Spiegeltaler Gangzug                       |                           |         | Fiskus                         | 1723      | 1765        | 51° 50′ 5″ N, 10° 16′ 27″ O  | Verlegung der Grube vom Zellerfelder Gangzug. Schachtansatzpunkt in der St. Cathariner Pinge.                                                     |
| Grubenzug im Hüttschental, Tagesstollen                                                              | vermutlich Silberhaltiger Bleiglanz            | Spiegeltaler Gangzug                       |                           |         | Preussag AG Metall             |           | 1926        | 51° 50′ 17″ N, 10° 15′ 36″ O | Untersuchungsbergbau in den 1920er Jahren. |
| Grube Prinzessin Augusta und Carl Wilhelm Ferdinand, Carl-Wilhelm-Ferdinand (-Stollen oder -Schacht) | vermutlich Baryt oder Silberhaltiger Bleiglanz | Zellerfelder Gangzug, westlicher Abschnitt |                           |         | Preussag AG Metall             |           | 1830        | 51° 49′ 26″ N, 10° 16′ 34″ O | |
| Grube Prinzessin Augusta und Carl Wilhelm Ferdinand, Prinzessin Augusta (-Stollen oder -Schacht)     | vermutlich Baryt oder Silberhaltiger Bleiglanz | Zellerfelder Gangzug, westlicher Abschnitt |                           |         | Preussag AG Metall             |           | 1830        | 51° 49′ 26″ N, 10° 16′ 32″ O | |
| Grube Prinzessin Augusta und Carl Wilhelm Ferdinand, Stollen                                         | vermutlich Baryt oder Silberhaltiger Bleiglanz | Zellerfelder Gangzug, westlicher Abschnitt |                           |         | Fiskus                         |           | 1830        | 51° 49′ 27″ N, 10° 16′ 30″ O | |
| Grube Prophet Samuel                                                                                 | silberhaltiger Bleiglanz                       | Zellerfelder Gangzug                       | 170 m                     |         | Preussag AG Metall             | 1587      | 1674        | 51° 49′ 21″ N, 10° 18′ 40″ O | auch 12., 13. und 14. Maß nach Erzengel Gabriel genannt. Nachfolgegrube: Güldene Sonne.                                                           |
| Grube Redensglück (1)                                                                                | vermutlich Silberhaltiger Bleiglanz            | Spiegeltaler Gangzug                       |                           |         | Fiskus                         |           |             | 51° 50′ 20″ N, 10° 15′ 38″ O | |
| Grube Redensglück (2)                                                                                | Silberhaltiger Bleiglanz                       | Spiegeltaler Gangzug                       |                           |         | Fiskus                         |           | 1794 (1859) | 51° 49′ 59″ N, 10° 18′ 37″ O | |
| Grube Redensglück (3)                                                                                | Silberhaltiger Bleiglanz                       | Spiegeltaler Gangzug                       |                           |         | Fiskus, Gewerkschaft           |           | 1794        | 51° 49′ 57″ N, 10° 18′ 41″ O | |
| Grube Ritter St. Georg (und Frau Sophia)                                                             | Silberhaltiger Bleiglanz                       | Zellerfelder Gangzug                       |                           |         | Fiskus                         | 1667      | 1698        | 51° 49′ 29″ N, 10° 17′ 50″ O | |
| Grube Sechste Maaß – Güldene Sonne                                                                   | Silberhaltiger Bleiglanz                       | Zellerfelder Gangzug                       | 270 m                     |         | Preussag AG Metall             | 1674      | 1688        | 51° 49′ 26″ N, 10° 18′ 13″ O | Nachfolgegrube: Herzog August Friedrich Bleifeld.                                                                                                 |
| Grube Siebengestirn                                                                                  | Silberhaltiger Bleiglanz                       | Spiegeltaler Gangzug                       |                           |         | Fiskus                         | 1691      | 1745, 1759  | 51° 50′ 1″ N, 10° 17′ 3″ O   | |
| Grube Siebengestirn, Tagrösche                                                                       | Silberhaltiger Bleiglanz                       | Spiegeltaler Gangzug                       |                           |         | Fiskus                         |           | 1708        | 51° 49′ 59″ N, 10° 17′ 5″ O  | |
| Grube Siebengestirn, Wasserlauf                                                                      | Silberhaltiger Bleiglanz                       | Spiegeltaler Gangzug                       |                           |         | Fiskus                         |           | 1759        | 51° 49′ 59″ N, 10° 17′ 4″ O  | |
| Grube Silberblick, Silberblicker Aufschlagstollen                                                    | vermutlich Silberhaltiger Bleiglanz            | Spiegeltaler Gangzug                       |                           |         | Preussag AG Metall             |           |             | 51° 49′ 50″ N, 10° 19′ 27″ O | |
| Grube Silberner Mond, Alter Monder Kunstschacht                                                      | Silberhaltiger Bleiglanz                       | Spiegeltaler Gangzug                       |                           |         | Fiskus                         |           |             | 51° 49′ 59″ N, 10° 17′ 30″ O | |
| Grube Silberner Mond, Alter Schacht                                                                  | vermutlich Silberhaltiger Bleiglanz            | Spiegeltaler Gangzug                       | 256 m                     |         | Fiskus                         | 1685      | 1765        | 51° 50′ 0″ N, 10° 17′ 31″ O  | Verlegung der Grube vom Zellerfelder Gangzug. |
| (Grube) Spiegelthaler Hangendgang                                                                    | vermutlich Silberhaltiger Bleiglanz            | Spiegeltaler Gangzug                       |                           |         | Fiskus, Gewerkschaft           |           |             | 51° 49′ 49″ N, 10° 18′ 57″ O | |
| Grube Spiegelthals Glück, Versuchsbau auf dem Friedrich Wilhelmer Gang                               | vermutlich Silberhaltiger Bleiglanz            | Spiegeltaler Gangzug                       |                           |         | Fiskus, Lehnschaft Neu Spiegel |           | 1775        | 51° 49′ 53″ N, 10° 19′ 18″ O | |
| Grube Spiegelthals Glück, Versuchsschacht (1)                                                        | vermutlich Silberhaltiger Bleiglanz            | Spiegeltaler Gangzug                       |                           |         | Fiskus, Lehnschaft             |           |             | 51° 49′ 54″ N, 10° 19′ 28″ O | |
| Grube Spiegelthals Glück, Versuchsschacht (2)                                                        | vermutlich Silberhaltiger Bleiglanz            | Spiegeltaler Gangzug                       |                           |         | Fiskus, Lehnschaft             |           |             | 51° 49′ 55″ N, 10° 19′ 29″ O | |
| Grube St. Catharina                                                                                  | Silberhaltiger Bleiglanz                       | Spiegeltaler Gangzug                       | 30 m                      |         |                                |           | 1664        | 51° 50′ 6″ N, 10° 16′ 19″ O  | Nachfolgegrube: Neue Weintraube. |
| Grube St. Dorothea                                                                                   | vermutlich silberhaltiger Bleiglanz            | Spiegelthaler Gangzug                      |                           |         | Lehnschaft                     |           | 1696        | 51° 49′ 44″ N, 10° 19′ 19″ O | |
| Grube St. Johannes Enthauptung                                                                       | silberhaltiger Bleiglanz                       | Zellerfelder Gangzug                       | 360 m                     |         | Preussag AG Metall             | 1571      | 1687        | 51° 49′ 22″ N, 10° 18′ 28″ O | |
| Grube St. Nicolaus, Silberner Mond und St. Nicolaus (-Gesamtschacht)                                 | Silberhaltiger Bleiglanz                       | Spiegeltaler Gangzug                       |                           |         | Fiskus                         | vor 1620  | nach 1688   | 51° 50′ 1″ N, 10° 17′ 13″ O  | |
| Grube Stuffenthals Glück, Heilige Drei Könige                                                        | Silberhaltiger Bleiglanz                       | Zellerfelder Gangzug                       | 107 m                     |         | Fiskus, Preussag AG Metall     | 1653      | 1666        | 51° 49′ 23″ N, 10° 18′ 24″ O | Nachfolgegrube: Ritter St. Georg. |
| Grube Weintraube                                                                                     | Silberhaltiger Bleiglanz                       | Zellerfelder Gangzug                       |                           |         | Fiskus                         | 1678      | nach 1704   | 51° 49′ 25″ N, 10° 18′ 19″ O | Verlegung als Grube Neue Weintraube auf den Spiegeltaler Gangzug.                                                                                 |
| Grube Wildemänner Hoffnung, Stollen                                                                  | silberhaltiger Bleiglanz                       | Zellerfelder Gangzug, westlicher Abschnitt |                           |         | Lehnschaft                     |           | 1760        | 51° 49′ 9″ N, 10° 16′ 7″ O   | |
| (Grube Wildemanns Ross,) Rosser Schacht (auf dem Wildemänner Gang)                                   | Silberhaltiger Bleiglanz                       | Zellerfelder Gangzug                       |                           |         | Hans Schell und Consorten      | 1679      | 1683        | 51° 49′ 28″ N, 10° 17′ 16″ O | |
| Grube Windgaipel, Alter Windgaipel                                                                   | vermutlich silberhaltiger Bleiglanz            | Zellerfelder Gangzug                       | 395 m                     |         | Fiskus                         | 1605      | 1720        | 51° 49′ 19″ N, 10° 18′ 54″ O | auch Obere 2.,3. und 4. Maß nach der Bleifelder Fundgrube genannt.                                                                                |
| Himmlischer-Heerzug-Stollen                                                                          |                                                | Spiegeltaler Gangzug                       | 46 m                      | 2.300 m | Fiskus                         |           |             | 51° 50′ 5″ N, 10° 16′ 34″ O  | Wasserlösungsstollen, Bauzeit: 1552 bis 1688. |
| Himmlischer-Heerzug-Stollen, Lichtloch                                                               |                                                | Spiegeltaler Gangzug                       |                           |         | Fiskus                         |           |             | 51° 50′ 4″ N, 10° 16′ 40″ O  | |
| Hüttschentaler (Stollen), Lichtschacht                                                               | vermutlich Silberhaltiger Bleiglanz            | Spiegeltaler Gangzug                       |                           |         | Fiskus                         |           |             | 51° 50′ 13″ N, 10° 15′ 46″ O | |
| Johannes-Schacht                                                                                     | vermutlich Silberhaltiger Bleiglanz            | Zellerfelder Gangzug                       |                           |         | Fiskus                         |           |             | 51° 49′ 36″ N, 10° 16′ 56″ O | |
| Lehnschaft auf dem Hangendgang, Lehnschaftsstollen                                                   | vermutlich Silberhaltiger Bleiglanz            | Zellerfelder Gangzug                       |                           |         | Preussag AG Metall             |           |             | 51° 49′ 31″ N, 10° 17′ 11″ O | |
| Neuer 19-Lachter-Stollen                                                                             |                                                | Zellerfelder Gangzug                       |                           |         | Preussag AG Metall             |           | 1930        | 51° 49′ 25″ N, 10° 16′ 55″ O | |
| Neuer Johanneser Schacht                                                                             | silberhaltiger Bleiglanz                       | Zellerfelder Gangzug                       | 633 m                     |         | Preussag AG Metall             | 1926      | 1930        | 51° 49′ 16″ N, 10° 18′ 36″ O | Untersuchungsschacht. Später noch zur Unterhaltung des Ernst-August-Stollens genutzt. Verfüllung 1982.                                            |
| Oberer Hüttschentaler Stollen                                                                        | Silberhaltiger Bleiglanz                       | Spiegeltaler Gangzug                       |                           |         | Fiskus                         |           |             | 51° 50′ 8″ N, 10° 15′ 53″ O  | |
| Pinge (1)                                                                                            | vermutlich Silberhaltiger Bleiglanz            | Spiegeltaler Gangzug                       |                           |         | Fiskus                         |           |             | 51° 50′ 8″ N, 10° 15′ 57″ O  | |
| Pinge (2)                                                                                            | vermutlich Silberhaltiger Bleiglanz            | Spiegeltaler Gangzug                       |                           |         | Fiskus                         |           |             | 51° 50′ 7″ N, 10° 15′ 51″ O  | |
| Pinge (3)                                                                                            | vermutlich Silberhaltiger Bleiglanz            | Spiegeltaler Gangzug                       |                           |         | Fiskus                         |           |             | 51° 50′ 7″ N, 10° 15′ 49″ O  | |
| Pingen                                                                                               | vermutlich Silberhaltiger Bleiglanz            | Spiegeltaler Gangzug                       |                           |         | Fiskus                         |           |             | 51° 50′ 24″ N, 10° 15′ 19″ O | |
| Schacht (1)                                                                                          | vermutlich Silberhaltiger Bleiglanz            | Spiegeltaler Gangzug                       |                           |         | Fiskus                         |           | vor 1760    | 51° 50′ 14″ N, 10° 15′ 6″ O  | |
| Schacht (2)                                                                                          | vermutlich Silberhaltiger Bleiglanz            | Spiegeltaler Gangzug                       |                           |         | Fiskus, Gewerkschaft           |           |             | 51° 49′ 56″ N, 10° 18′ 50″ O | |
| Schacht (3)                                                                                          | vermutlich silberhaltiger Bleiglanz            | Zellerfelder Gangzug, westlicher Abschnitt |                           |         |                                |           |             | 51° 49′ 6″ N, 10° 15′ 48″ O  | |
| Schacht auf dem Engeler Gang                                                                         | vermutlich Silberhaltiger Bleiglanz            | Spiegeltaler Gangzug                       |                           |         | Fiskus, Gewerkschaft           |           |             | 51° 49′ 52″ N, 10° 18′ 14″ O | |
| Schacht auf dem Spiegelthaler Hangendem Gang (1)                                                     | vermutlich Silberhaltiger Bleiglanz            | Spiegeltaler Gangzug                       |                           |         | Fiskus, Gewerkschaft           |           |             | 51° 49′ 51″ N, 10° 18′ 18″ O | |
| Schacht auf dem Spiegelthaler Hangendem Gang (2)                                                     | vermutlich Silberhaltiger Bleiglanz            | Spiegeltaler Gangzug                       |                           |         | Fiskus, Gewerkschaft           |           |             | 51° 49′ 50″ N, 10° 18′ 26″ O | |
| Schacht auf dem Spiegelthaler Hangendem Gang (3)                                                     | vermutlich Silberhaltiger Bleiglanz            | Spiegeltaler Gangzug                       |                           |         | Fiskus, Gewerkschaft           |           |             | 51° 49′ 49″ N, 10° 18′ 33″ O | |
| Schurf (1)                                                                                           | vermutlich Silberhaltiger Bleiglanz            | Zellerfelder Gangzug, westlicher Abschnitt |                           |         | Fiskus                         |           |             | 51° 49′ 39″ N, 10° 14′ 49″ O | |
| Schurf (2)                                                                                           | vermutlich Silberhaltiger Bleiglanz            | Zellerfelder Gangzug, westlicher Abschnitt |                           |         | Fiskus                         |           |             | 51° 49′ 35″ N, 10° 14′ 58″ O | |
| Schurfstollen (1)                                                                                    | vermutlich Silberhaltiger Bleiglanz            | Zellerfelder Gangzug, westlicher Abschnitt |                           |         | Fiskus                         |           |             | 51° 49′ 32″ N, 10° 15′ 12″ O | |
| Schurfstollen (2)                                                                                    | vermutlich silberhaltiger Bleiglanz            | Zellerfelder Gangzug, westlicher Abschnitt |                           |         |                                |           |             | 51° 49′ 6″ N, 10° 15′ 48″ O  | |
| Spiegelthaler Hoffnungsschacht                                                                       | Silberhaltiger Bleiglanz                       | Spiegeltaler Gangzug                       | 210 m                     |         | Fiskus                         | 1816/1817 | 1835 (1925) | 51° 49′ 54″ N, 10° 18′ 54″ O | In diesem Schacht wurde 1833 die erste Fahrkunst erprobt. Von 1835 bis 1925 zur ausschließlich Unterhaltung des Tiefen Georg-Stollens in Betrieb. |
| Spitzigeberger Stollen (1) oder Wildemänner Suchstollen                                              | silberhaltiger Bleiglanz                       | Zellerfelder Gangzug, westlicher Abschnitt |                           |         | Preussag AG Metall             |           |             | 51° 49′ 20″ N, 10° 16′ 14″ O | |
| Stollen (1)                                                                                          | vermutlich Silberhaltiger Bleiglanz            | Spiegeltaler Gangzug                       |                           |         | Fiskus                         |           |             | 51° 50′ 23″ N, 10° 15′ 23″ O | |
| Stollen (2)                                                                                          | vermutlich Silberhaltiger Bleiglanz            | Spiegeltaler Gangzug                       |                           |         |                                |           |             | 51° 49′ 58″ N, 10° 19′ 22″ O | |
| Stollen auf dem Spiegelthaler Hangendem Gang                                                         | vermutlich Silberhaltiger Bleiglanz            | Spiegeltaler Gangzug                       |                           |         | Fiskus, Gewerkschaft           |           |             | 51° 49′ 50″ N, 10° 18′ 22″ O | |
| Stollen überm Pochgraben                                                                             | vermutlich silberhaltiger Bleiglanz            | Zellerfelder Gangzug                       |                           |         | Preussag AG Metall             |           |             | 51° 49′ 19″ N, 10° 16′ 36″ O | |
| Stollen unterm Pochgraben                                                                            | vermutlich silberhaltiger Bleiglanz            | Zellerfelder Gangzug                       |                           |         | Preussag AG Metall             |           | nach 1864   | 51° 49′ 19″ N, 10° 16′ 27″ O | |
| Suchstollen                                                                                          | vermutlich Baryt oder Silberhaltiger Bleiglanz | Zellerfelder Gangzug, westlicher Abschnitt |                           |         | Fiskus                         |           |             | 51° 49′ 24″ N, 10° 15′ 56″ O | |
| Tiefer Hüttschentaler Stollen                                                                        | Silberhaltiger Bleiglanz                       | Spiegeltaler Gangzug                       |                           |         | Fiskus                         |           | 1803        | 51° 50′ 11″ N, 10° 15′ 53″ O | |
| Unterer Hüttschentaler Stollen                                                                       | vermutlich Silberhaltiger Bleiglanz            | Spiegeltaler Gangzug                       |                           |         | Fiskus                         |           | 1765        | 51° 50′ 23″ N, 10° 15′ 45″ O | |
| Versuchsbau, Schacht (1)                                                                             | vermutlich Silberhaltiger Bleiglanz            | Spiegeltaler Gangzug                       |                           |         | Fiskus                         |           |             | 51° 50′ 10″ N, 10° 15′ 13″ O | |
| Versuchsbau, Schacht (2)                                                                             | vermutlich Silberhaltiger Bleiglanz            | Spiegeltaler Gangzug                       |                           |         | Fiskus                         |           |             | 51° 50′ 11″ N, 10° 15′ 19″ O | |
| Versuchsschacht auf dem Wildemänner Gang                                                             | vermutlich Silberhaltiger Bleiglanz            | Zellerfelder Gangzug                       |                           |         | Fiskus, Preussag AG Metall     |           |             | 51° 49′ 29″ N, 10° 17′ 13″ O | |
| Versuchsstollen                                                                                      | vermutlich silberhaltiger Bleiglanz            | Spiegeltaler Gangzug                       |                           |         | Fiskus                         |           |             | 51° 50′ 18″ N, 10° 15′ 46″ O | |
| Wasserlauf                                                                                           | vermutlich Silberhaltiger Bleiglanz            | Lagerstätte                                |                           |         | Fiskus                         |           | 1709        | 51° 49′ 29″ N, 10° 18′ 34″ O | |

## Nutzung dieser Liste offline
Zur mobilen und offline Nutzung können alle Koordinaten als KML-Datei, bzw. als GPX-Datei heruntergeladen werden.